# كونستانتين شتيفان
كونستانتين شتيفان (بالرومانية: Constantin Ștefan)‏ هو لاعب كرة قدم روماني، ولد في 3 يونيو 1939 في بوخارست في رومانيا، وتوفي بنفس المكان في 11 سبتمبر 2012. لعب مع دينامو بوخارست.